# 4. People’s Choice Awards-gála
A 4. People’s Choice Awards-gála az 1977-es év legjobb filmes, televíziós és zenés alakításait értékelte. A díjátadót 1978. február 20-án tartották, a műsor házigazda nélkül került megrendezésre. A ceremóniát a CBS televízióadó közvetítette.

## Győztesek és jelöltek
Forrás:

### Film
| Az év filmje                       | Az év filmje      |
| ---------------------------------- | ----------------- |
| Star Wars IV. rész – Egy új remény |                   |
| Az év színésze                     | Az év színésznője |
| John Wayne                         | Barbra Streisand  |

### Televízió
| Az év férfi tévés sztárja            | Az év női tévés sztárja            |
| ------------------------------------ | ---------------------------------- |
| James Garner                         | Mary Tyler Moore                   |
| Az év visszatérő férfi tévés sztárja | Az év visszatérő női tévés sztárja |
| Bob Hope                             | Carol Burnett                      |
| Az év vígjátéka                      | Az év drámaműsora                  |
| MASH                                 | A farm, ahol élünk                 |
| Az év új vígjátéka                   | Az év új drámaműsora               |
| - Three's Company - Szerelemhajó     | Eight Is Enough                    |
| Az év férfi előadója új tévéműsorban | Az év női előadója új tévéműsorban |
| Dan Haggerty                         | Suzanne Somers                     |
| Az év új tévéműsora                  | Az év varieté műsora               |
| Eight Is Enough                      | The Carol Burnett Show             |

### Zene
| Az év dala                                                           | Az év férfi előadója |
| -------------------------------------------------------------------- | -------------------- |
| - Heatwavey - "Boogie Nights" - Kasey Cisyk - "You Light Up My Life" | Peter Frampton       |

## Fordítás
- Ez a szócikk részben vagy egészben  a(z)   4th People's Choice Awards című angol Wikipédia-szócikk fordításán alapul.  Az eredeti cikk szerkesztőit annak laptörténete sorolja fel. Ez a jelzés csupán a megfogalmazás eredetét és a szerzői jogokat jelzi, nem szolgál a cikkben szereplő információk forrásmegjelöléseként.